# Гата (Ређо Емилија)
Гата (итал. Gatta) је насеље у Италији у округу Ређо Емилија, региону Емилија-Ромања.
Према процени из 2011. у насељу је живело 218 становника. Насеље се налази на надморској висини од 394 м.